# Олга Пучкова
Олга Алексејевна Пучкова (рус. Ольга Алексеевна Пучкова, енгл. Olga Poutchkova; Минск, 27. септембар 1987) је професионална руска тенисерка и модел.
Почела је да игра са 8 година. У каријери је освојила 5 ИТФ турнира. Дебитовала је као професионални играч фебруара 2002.
До сада није победила на ВТА турниру ни појединачно ни у игри у пару.

### Пласман на ВТА листи на крају сезоне
| Година  | 2002 | 2003 | 2004 | 2005 | 2006 | 2007 |
| Пласман | 748  | 465  | 273  | 197  | 38   | 83   |

## Резултати Олге Пучкове

### Победе појединачно
Ниједан турнир

### Порази у финалу појединачно
|   | Датум    | име и место турнира    | Кат.     | ($)     | Терен        | Противник                 | Резултат |
| 1 | 18/09/06 | Sunfeast Open, Калкута | Tier III | 175.000 | тврди (int.) | Мартина Хингис Швајцарска | 6-0, 6-4 |
| 2 | 30/10/06 | Bell Challenge, Квебек | Tier III | 175.000 | Dur (int.)   | Марион Бартоли Француска  | 6-0, 6-0 |

### Победе у пару
Ниједан турнир

### Порази у финалу у пару
Ниједан турнир

### Учешће наГренд слемтурнирима

#### Појединачно
| Година | Аустралијан Опен | Аустралијан Опен        | Ролан Гарос | Ролан Гарос                 | Вимблдон | Вимблдон              | Ју-Ес Опен | Ју-Ес Опен                 |
| 2006   | -                | -                       | -           | -                           | -        | -                     | 1 коло     | Марион Бартоли Француска   |
| 2007   | 2 коло           | Амели Моресмо Француска | 2 коло      | Данијела Хантухова Словачка | 1 коло   | Јелена Веснина Русија | 1 коло     | Цветана Пиронкова Бугарска |

### У пару
| Година | Аустралијан Опен            | Аустралијан Опен                               | Ролан Гарос                         | Ролан Гарос                                         | Вимблдон                            | Вимблдон                                    | Ју-Ес Опен                      | Ју-Ес Опен                                |
| 2007   | 1 коло Варвара Лепченко УЗБ | Натали Деши Француска · Вера Звонарјова Русија | 1 коло · Александра Вознијак Канада | Василиса Бардина Русија · Татјана Путчек Белорусија | 1 коло · Милагрос Секвера Венецуела | Јелена Лиховцева Русија · Сун Тиантиан Кина | 1коло · Олга Говортцова Белгија | Квета Пешке Чешка · Рене Стабс Аустралија |

### Учешће у Фед купу
Није играла у Фед купу види:
(језик: енглески) fedcup.com